# Єкатеринославка (Чишминський район)
Єкатериносла́вка (рос. Екатеринославка, башк. Екатеринославка) — присілок у складі Чишминського району Башкортостану, Росія. Входить до складу Шингак-Кульської сільської ради.
Населення — 34 особи (2010; 32 в 2002).
Національний склад:
- росіяни — 72 %